# 北愛爾蘭法律事務專員
北愛爾蘭法律事務專員（英語：Advocate General for Northern Ireland）是英國政府就北愛爾蘭法律事宜的首席法律顧問。本職銜自創設起均由英格蘭及威爾斯律政司兼任。北愛爾蘭法律事務專員和英格蘭及威爾斯法律政策專員在北愛爾蘭司法轄區內與北愛爾蘭大律師公會的大律師（Bar of Northern Ireland）有同等出庭發言權。
北愛爾蘭法律事務專員一職在2010年4月12日創立。其創立目的是因為英國的權力下放政策向北愛爾蘭議會下放展示給司法權力，所以要單獨設立北愛爾蘭法律事務專員此一職銜，與英格蘭及威爾斯律政司分離。
與蘇格蘭法律事務專員（英語：Advocate General for Scotland）不同，北愛爾蘭法律事務專員轄下沒有獨立的律政部門。位於英國西敏市的英格蘭及威爾斯律政司署民事及北愛爾蘭分部負責支援北愛爾蘭法律事務專員職位下的律政工作。
北愛爾蘭政府的首席法律顧問是北愛爾蘭律政司，並非北愛爾蘭法律事務專員。

## 法律事務專員列表
| 姓名   | 姓名   | 圖像           | 任期           | 任期          | 所屬政黨 | 在任首相 | 在任首相 |
| ------ | ------ | -------------- | -------------- | ------------- | -------- | -------- | -------- |
|        | 施佩雅 |                | 2010年4月12日  | 2010年5月11日 | 工黨     |          | 白高敦   |
|        | 葛偉富 |                | 2010年5月12日  | 2014年7月15日 | 保守黨   |          | 甘民樂   |
| 衛俊明 |        | 2014年7月15日  | 2018年7月9日   |               | 保守黨   |          | 甘民樂   |
| 衛俊明 | 文翠珊 | 2014年7月15日  | 2018年7月9日   |               | 保守黨   |          |          |
| 郝思賢 |        | 2018年7月9日   | 2020年2月13日  |               | 保守黨   |          |          |
| 郝思賢 | 莊漢生 | 2018年7月9日   | 2020年2月13日  |               | 保守黨   |          |          |
| 柏斐文 |        | 2020年2月13日  | 2022年9月6日   |               | 保守黨   |          |          |
| 艾文浩 |        | 2022年9月6日   | 2022年10月25日 | 卓慧思        | 保守黨   |          |          |
| 彭雅婷 |        | 2022年10月25日 | 2024年7月5日   | 辛偉誠        | 保守黨   |          |          |
|        | 何爾文 |                | 2024年7月5日   | 現任          | 工黨     |          | 施紀賢   |

## 外部連結
- Attorney General's Office (England and Wales)（页面存档备份，存于）
- Attorney General for Northern Ireland（页面存档备份，存于）